# 第25軍 (德國國防軍)

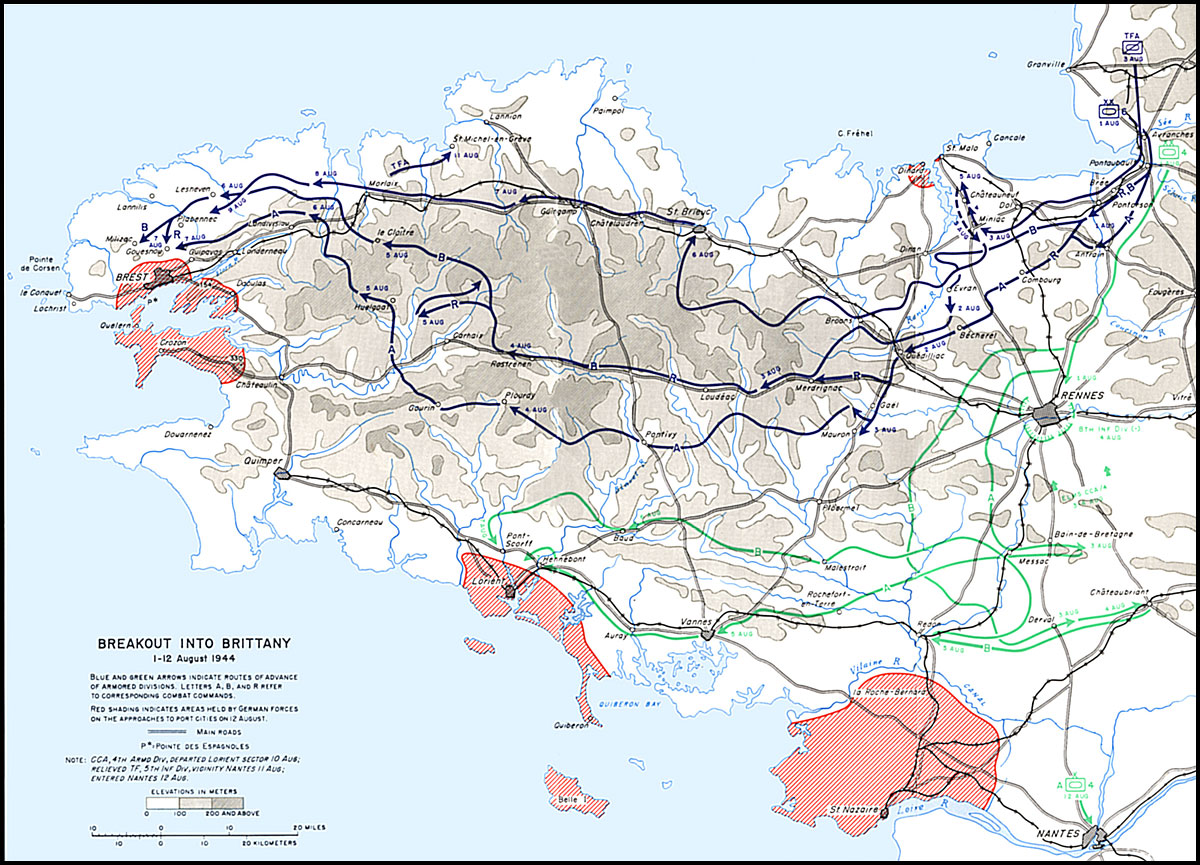
1944年8月，美军登陆后步步为营，将守卫的第25军分割、包围在了诸个小型据点

第25軍（德語：XXV. Armeekorps）是二戰期間德國國防軍的一個軍。1938年，第25軍作為預備役指揮部在上萊茵邊境地區成立。1940年它參與了法國戰役，随后被部署在法国。
1940年底至1941年初，第25軍被转入第6集团军，移驻法国东部。1941年5月，第25軍被转移回本部队（第7集团军），隨後的幾年裡駐紮在法國布列塔尼。1944年諾曼第登陸後，第25軍在西線同盟軍戰鬥並不斷後撤。當年8月，第25軍被拆散由國防軍最高統帥部直接指揮，並被困在了各個口袋之中：第2傘兵師，第266步兵師，第343步兵師被困在布雷斯特、第265步兵師被困在洛里昂、多支特遣隊被困在聖納澤爾。
第2伞兵师、第266步兵师和第343步兵师的部队构成了第25军的大部分残部，被困在布雷斯特，直到1944年9月19日在布雷斯特战役中被击败。
洛里昂要塞一直抵抗盟军的围困，直到1945年5月8日德国投降。第25军司令威廉·法姆巴赫于1945年5月10日率该要塞投降。